# Індіанці та рух суфражисток США

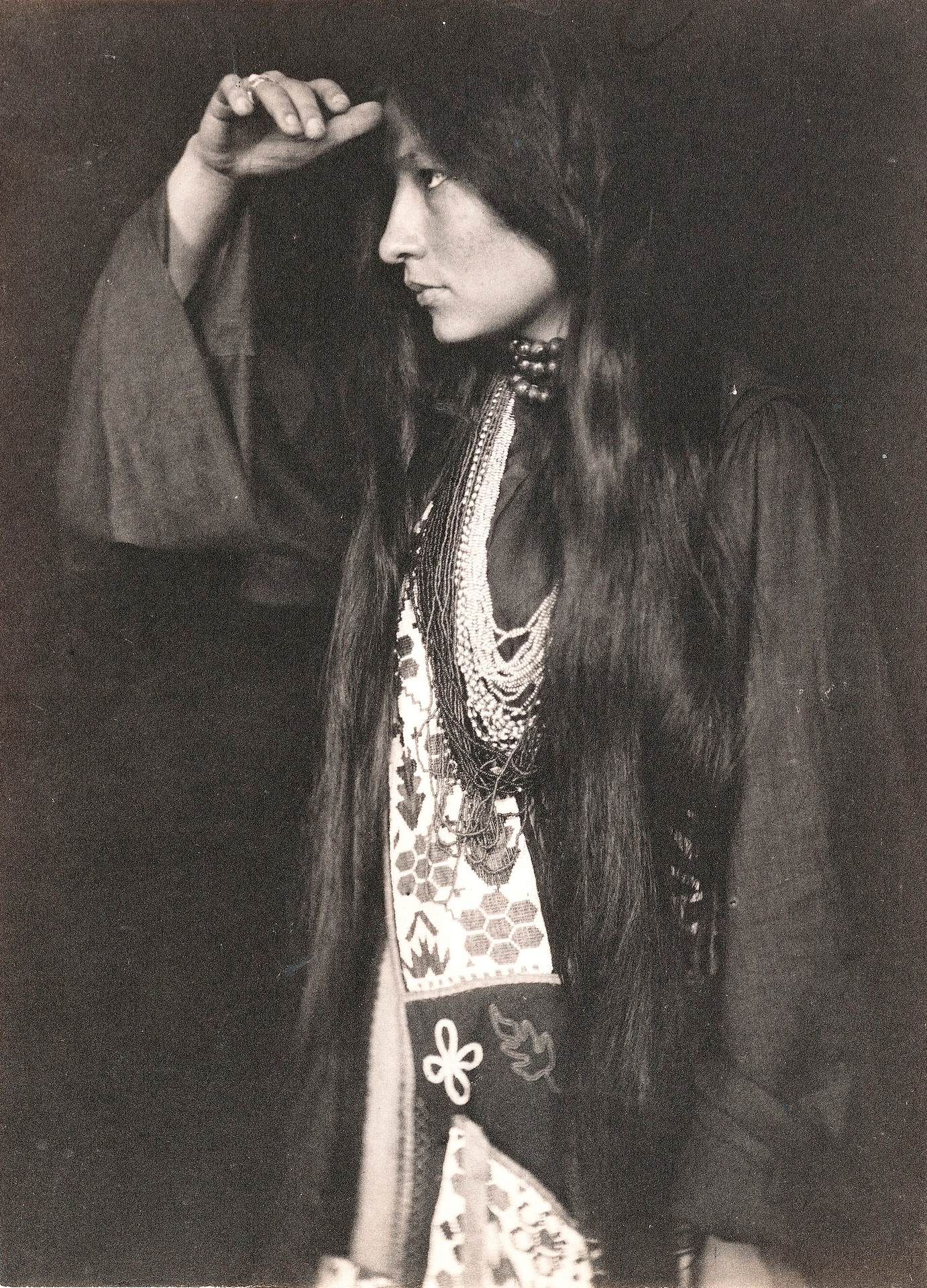
Суфражистка та активістка, Зіткала-Ша (Янктон Сіу)

Жінки-індіанки впливали на ранніх активісток жіночого виборчого права в США. Нації ірокезів, які мали егалітарне суспільство, відвідували ранні феміністки та суфражистки, такі як Лідія Марія Чайлд, Матильда Джослін Гейдж, Лукреція Мотт та Елізабет Кейді Стентон. Ці жінки обговорювали те, що корінні американські жінки мали авторитет у власній культурі на різних феміністичних конгресах, а також у новинах. Індіанські жінки стали символом для деяких активістів виборчого права. Однак інші білі суфражисти активно виключали індіанців з руху. Коли у 1920 р. Було прийнято Дев'ятнадцяту поправку, суфражистка Зіткала-Ша прокоментувала, що корінним американцям ще потрібно боротися за право голосу. Лише в 1924 році багато корінних американців могли проголосувати відповідно до Індіанського громадянського акту. У багатьох штатах існували додаткові бар'єри для виборчих прав корінних американців.

## Вплив на рух виборчого права жінок

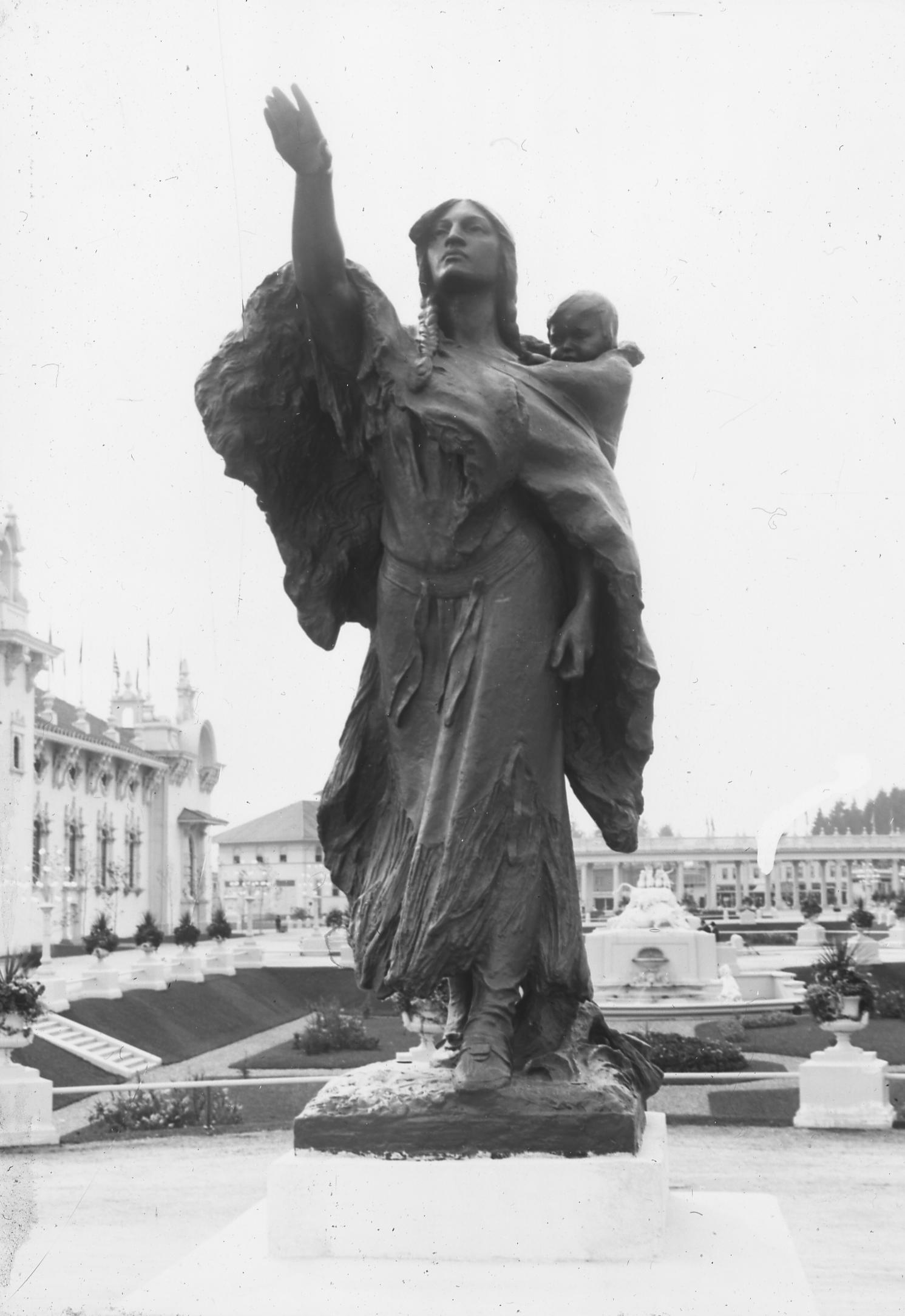
Статуя Сакаджавеї (Лемхі Шошон) у Портленді

Ранні феміністичні рухи в США перебували під впливом корінних жінок, особливо ірокезок. У 1848 році Лукреція Мотт та її чоловік відвідали народ Сенеки, де вона змогла бачити жінок, які живуть у більш рівноправному суспільстві, ніж у емігрантів з Європи. Коли Мотт відвідала друзів у Нью-Йорку, щоб спланувати Конвенцію про в Сенека-Фоллс, вона поділилася історіями про більш рівне ставлення індіанців до жінок та їхню участь у племінному уряді. Ірокезки очолювали сімейні структури і нарівні з чоловіками висували та контролювали роботу лідерів у своїх громадах. Мотт також бачила, як жінки у цих громадах працюють у напрямку більшої незалежності у своєму власному житті.
На Матильду Джослін Гейдж вплинула структура суспільства ірокезів. Гейдж вважала, що корінні суспільства живуть так, що є зразком для створення міцного миру у світі. Вона писала статті в New York Evening Post, вихваляючи місцеві культури, такі як ірокезьку, за активність жінок у житті суспільства та здатність приймати важливі рішення для громади. Лідія Марія Чайлд розглядала соціальну структуру корінних американців як "альтернативу патріархату", а Елізабет Кейді Стентон називала культуру ірокезів "матріархальною".

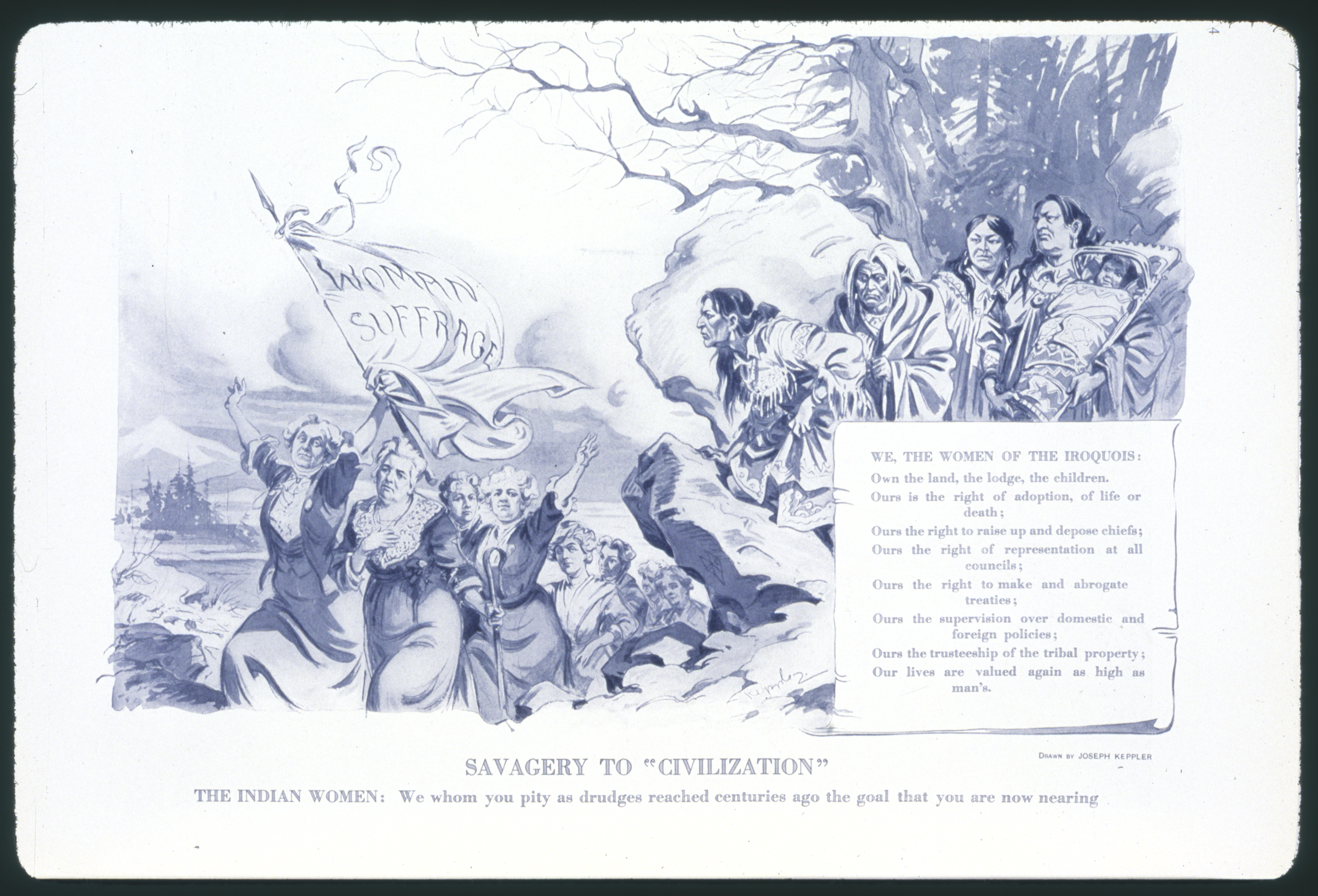
Дикунство до "Цивілізації" - намальовано Джозефом Кепплером, 1914

Мати клану Ведмедя нації Мохок, Луїза Макдональд Герне, заявила, що саме корінні жінки "показали білим жінкам, як насправді виглядають свобода і свобода". Еліс Флетчер поділилася історіями про рівні права жінок у корінних американських культурах на Міжнародній раді жінок у 1888 р. На Національній раді жінок у 1891 р. Стентон вихваляв авторитет жінок, який вони мали у культурі ірокезів.
Голова Орегонської асоціації рівного виборчого права (OESA), Єва Марі Дай, працювала над тим, щоб Сакаджевея (Лемхі Шошон) була визнана національною героїнею. Робота над створенням статуї на честь Сакаджавеї займала центральне місце в більшості суфражистських робіт Орегону. Національна американська асоціація виборчого права (NAWSA) провела свій національний конгрес під час відкриття статуї в Портленді в 1905 році.

## Корінні американські суфражисти

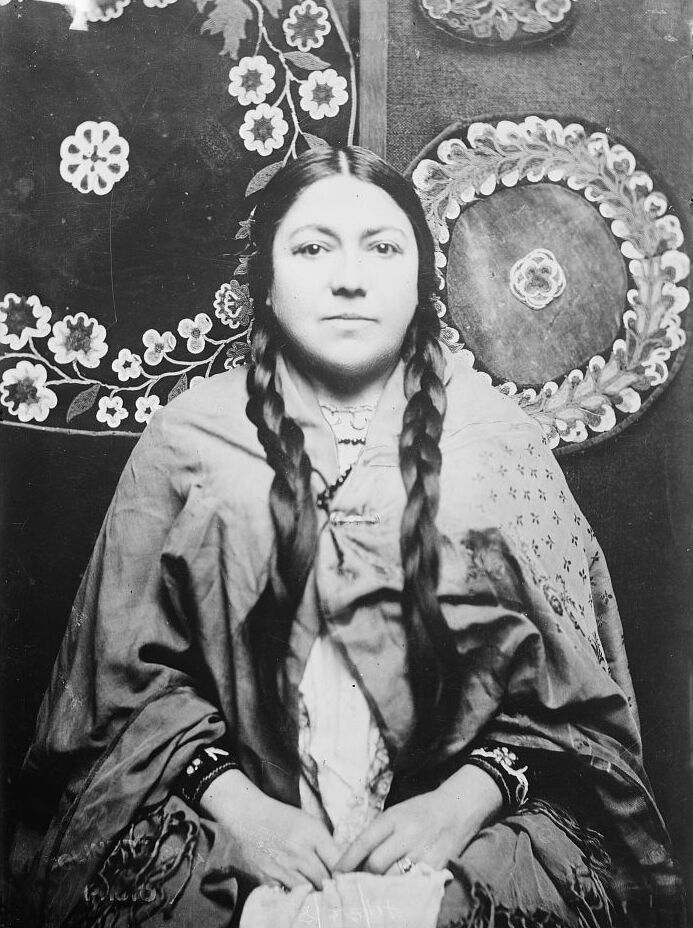
Суфражистка Марі Луїза Болдвін (плем'я Гірських черепах індіанців Чіппева)

Лікар Каюги Пітер Вілсон в 1866 р. закликав членів Нью-Йоркського історичного товариства підтримувати виборче право жінок.
В Оклахомі у 1904 році корінні американці та нерелігійні суфражисти зустрілися, щоб розпочати співпрацю. Асоціація виборчого права в Оклахомі (OWSA) звернулася до людей із цикасо на їх рідній мові, заохочуючи їх підтримати виборче право жінок.

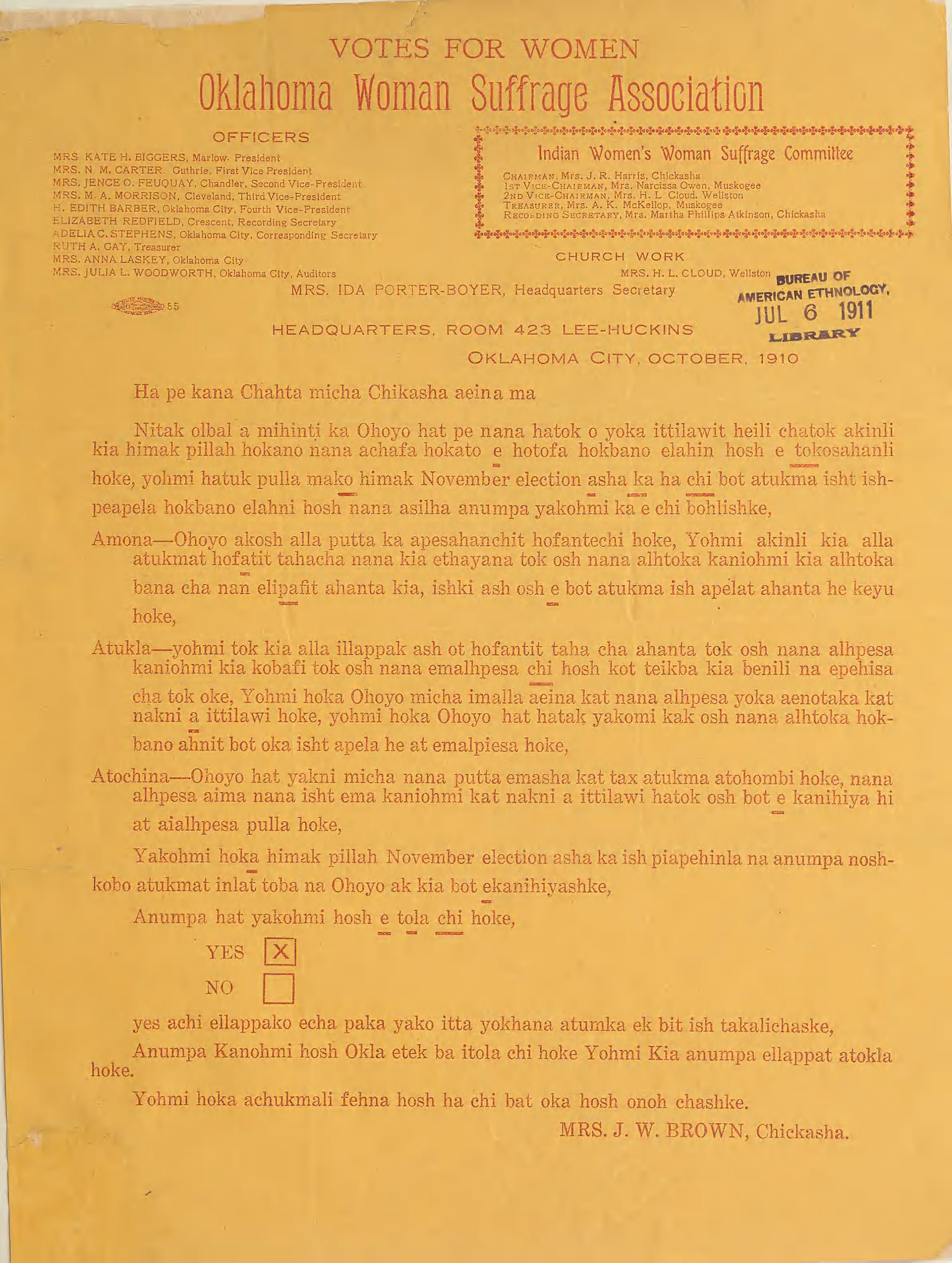
Ha pe kana Chahta micha Chikasha aeina ma, 1910

Марі Луїза Боттіно Болдуін (плем'я Гірських черепах індіанців Чіппева) брала участь у виборчому параді 1913 року у Вашингтоні, вирішивши не створювати стереотипного образу корінних жінок, а натомість маршируючи як "сучасні жінки".
Після ратифікації 19-ї поправки 18 серпня 1920 року Зіткала-Ша (Янктон Сіу) нагадав білим жінкам, що корінні американки все ще не можуть легально голосувати.Лаура Корнеліус Келлог (Онеїда) зазначила, що білі жінки нарешті досягли того, що корінні американські жінки вже мали у своїх племінних громадах. Зіткала-Ша лобіювала у Конгресі США питання виборчого права для корінних американців у 1924 році.
Люсі Ніколар Пулав (Пенобскот) та її сестра Флоренс Шей (Пенобскот) боролися за право голосу корінних американців, які проживають у резерваціях у штаті Мен. У 1955 році Пулав стала першою представницею американських корінних жителів, яка проживала у резервації і голосувала в штаті Мен.

## Виборчі права
Територіальний законодавчий орган Аляски надав право голосу корінним жителям Аляски в 1915 році, якщо вони відмовились від своїх племінних звичаїв та традицій.
У 1924 році корінні американці були визнані громадянами США за законом Снайдера. Однак багато штатів почали поширювати політику, покликану позбавити права голосу чорношкірих представників корінних американців.
Аризона та Нью-Мексико не дозволяли корінним американцям голосувати до 1948 р. Корінні американці, які проживають в резерваціях в штаті Мен, не могли голосувати до 1954 року. Юта дозволила корінним жителям голосувати в 1957 році. Коли було прийнято Закон про права голосу 1965 року, корінні американці мали кращий доступ до виборчих прав, хоча корінні жителі все ще стикалися з унікальними проблемами.

## Виключення
Багато виборчих груп не працювали над тим, щоб звернутися до корінних американських жінок. Деякі білі суфражисти, такі як Керрі Чепмен Катт, вважали, що білі жінки повинні отримати право голосу, перш ніж корінні жінки зможуть отримати рівне виборче право. Анна Говард Шоу також вважала, що корінні американці не заслуговують на голосування. Вона виступила проти голосування корінних жителів Південної Дакоти протягом 1890-х років.